# (7833) Nilstamm
(7833) Nilstamm est un astéroïde de la ceinture principale.

## Description
(7833) Nilstamm est un astéroïde de la ceinture principale. Il fut découvert le 19 mars 1993 à La Silla par le programme UESAC. Il présente une orbite caractérisée par un demi-grand axe de 2,33 UA, une excentricité de 0,20 et une inclinaison de 2,8° par rapport à l'écliptique.

## Compléments